# A-Kite
A-Kite (カイト?, Kaito) è un OAV del 1998 prodotto dallo studio Green Bunny. La versione originale consisteva in 2 episodi di 30 minuti ciascuno; successivamente nell'edizione in DVD (compresa quella in italiano uscita per Yamato Video nel 2002) sono stati riuniti in un unico film.
Un sequel intitolato Kite Liberator (カイト リベレイター?, Kaito Ribereitā) che presenta un cast differente di personaggi è uscito nel 2008.

## Trama
Tutta la vicenda ruota attorno a una studentessa di nome Sawa, un'adolescente carina rimasta improvvisamente senza genitori; questi sono difatti rimaste vittime di un sanguinoso duplice omicidio. Sawa si trova così costretta a cercare una nuova casa; assiste a un litigio tra un uomo furibondo e una vecchietta e senza pensarci troppo ammazza l'uomo.
Gli investigatori della polizia iniziano a indagare sul delitto; tra i quali vi sono anche Akai e Kanie, che iniziano a prendersi cura di lei. Akai instaura anche una relazione sessuale sadomaso con Sawa, costringendola a diventare la sua schiava sessuale privata.
Gli investigatori corrotti cercano poi di farla uccidere da uno stupratore di ragazzine; lei si salva e scappa. Incontra Oburi, un giovane assassino, e rapidamente instaurano uno stretto legame. Grazie a questa relazione la ragazza recupera lentamente la forza emotiva necessaria per combattere i suoi persecutori.
Oburi rivelerà a Sawa che proprio Akai e Kanie sono gli assassini dei suoi genitori: inizia a questo punto una caccia spietata e una sfida all'ultimo sangue tra i due poliziotti corrotti e i due fuorilegge.

## Doppiaggio
| Personaggio         | Doppiatore originale | Doppiatore italiano |
| ------------------- | -------------------- | ------------------- |
| Oburi               | Shingo Oyamada       | Daniele Raffaeli    |
| Sawa                | Kotomi Naruse        | Valentina Mari      |
| Akai                | Goro Shibusawa       | Romano Malaspina    |
| Kanie               | Tatsuo Matoba        | Roberto Stocchi     |
| Comico A            | Hiroshi Aida         |                     |
| Comico B            | Nobuyuki Takano      | Manfredi Aliquò     |
| Guardia del corpo A | Douglas Cartwright   |                     |
| Guardia del corpo C | Gary Wynn-Jones      |                     |

## Adattamento live-action
Nel 2014 ne è stato tratto un film live-action dal titolo "Kite".

## Curiosità
Per realizzare il video Ex-Girlfriend, il gruppo Rock No Doubt si è ispirato a questo anime.
Quentin Tarantino lo ha citato tra le fonti d'ispirazione per il suo film Kill Bill.